# Leave Me Alone
〈Leave Me Alone〉은 일곱 번째 스튜디오 음반 《Bad》 (1987년)에 수록된 미국의 가수 마이클 잭슨의 노래이다. 1989년 2월 13일, 비록 미국과 캐나다 밖에서만 발매되었지만, 음반의 여덟 번째 싱글로 발매되었다. 《Bad》의 CD 및 2001 카세트 에디션에만 표시되었다. 이 곡은 잭슨이 작사, 작곡했고 잭슨과 퀸시 존스가 프로듀싱을 했다.
〈Leave Me Alone〉은 2006년 그리스, 아일랜드, 스페인에서 1위를 차지했고 벨기에, 뉴질랜드, 스페인 (초판 발매 당시), 영국에서 10위권 안에 들었다. 〈Leave Me Alone〉은 비평가들로부터 대체로 호평을 받았다. 뮤직 비디오에서 잭슨은 그에 대한 루머를 비웃는다. 이 비디오는 1990년 그래미 어워드 최우수 뮤직 비디오 상을 받았다. 그 노래는 잭슨의 투어에서 공연된 적이 없다.

## 배경
〈Leave Me Alone〉는 《Thriller》의 성공 이후 1985년 이후 타블로이드 신문에 자주 등장했던 잭슨에 대한 부정적인 루머에 대한 반응이었다. 1986년부터, 타블로이드 신문들은 잭슨에 대한 소문을 내기 시작했는데, 잭슨이 노화를 늦추기 위해 고압 산소실에서 잤다는 첫 번째 이야기 중 하나이다. 그가 찾은 병원 고압실에 누워 있는 사진이 언론에 유출됐다.
잭슨이 버블스라는 이름의 애완 침팬지를 샀을 때, 타블로이드 신문들은 그것을 잭슨이 현실에서 점점 더 멀어졌다는 증거로 보았다. 잭슨은 또한 "엘리펀트 맨"인 조지프 메릭의 뼈를 사겠다고 제안했다고 보도되었다. 잭슨은 그 이야기가 "완전한 거짓말"이라고 말했다." 이 이야기들은 잭슨이 다음 해에 얻은 경멸적인 별명인 "와코 자코(Wacko Jacko)"에 영감을 주었고, 경멸하게 되었다. 언론의 또 다른 빈번한 반응은 잭슨의 성형수술에 관한 것이었다. 언론의 또 다른 빈번한 반응은 잭슨의 성형수술에 관한 것이었다. 잭슨의 매니저는 이 주제에 대한 언론의 비판에 대해 "너무 많은 끔찍한 것들이 쓰여졌어요. 좋아요, 그럼 코를 고치고 큰 골절상을 입었군요. 제 코가 다섯 번이나 부러졌다는 소식이 있어요. 두 번이나 고쳐졌어요. 누가 신경써요? 알 게 뭐죠? 엘비스가 코 성형을 했어요. 마릴린 먼로는 코도 성형했고, 가슴도 성형했나요? 누구나 다 해봤어요."

## 구성
〈Leave Me Alone〉은 신시사이저와 기타로 연주되는 펑크 곡이다. MusicNotes.com에 따르면, 이 노래는 잭슨의 목소리 음역이 B♭3에서 A♭5까지인 E♭단조로 설정되어 있다. 이 노래의 템포는 중간 정도이고 메트로놈은 분당 112박자이다.

## 곡 목록
| - 12인치 싱글 / 3인치 CD 1. "Leave Me Alone" – 4:40 2. "Don't Stop 'Til You Get Enough" – 6:04 3. "Human Nature" – 4:05 - 7인치 싱글 1. "Leave Me Alone" – 4:40 2. "Human Nature" – 4:06 - 맥시 CD 1. "Leave Me Alone" – 4:40 2. "Don't Stop 'Til You Get Enough" (Single Version) – 3:55 3. "Human Nature" – 4:05 4. "Wanna Be Startin' Somethin'" (12" version) – 6:30 | - Visionary CD 사이드 1. "Leave Me Alone" – 4:40 2. "Another Part of Me" (Extended Dance Mix) – 6:18 - Visionary DVD 사이드 1. "Leave Me Alone" (Music video) – 4:36 |